# Santissimo Sacramento a Tor de' Schiavi (titolo cardinalizio)
Santissimo Sacramento a Tor de' Schiavi (in latino Titulus Sanctissimi Sacramenti ad Turrim Sclavorum) è un titolo cardinalizio istituito da papa Francesco il 28 giugno 2017. Il titolo insiste sulla chiesa del Santissimo Sacramento a Tor de' Schiavi, nel quartiere Prenestino-Labicano, sede parrocchiale istituita il 28 marzo 1963.
Dal 28 giugno 2017 il titolare è il cardinale Gregorio Rosa Chávez, già vescovo ausiliare di San Salvador.

## Titolari
- Gregorio Rosa Chávez, dal 28 giugno 2017